# Голямо земетресение в Канто
Голямото земетресение в Канто става в 11:58 на 1 септември 1923 г.
Магнитудът на земетресението се оценява на 7,9-8,4 по Скалата на Рихтер, а епицентърът му е в залива Сагами. То разрушава Токио, пристанището Йокохама и съседните префектури Чиба, Канагава и Шидзуока и нанася тежки поражения в цялата равнина Канто.
Жертвите на земетресението са около 142 000 души. Над 570 000 жилища са разрушени, като около 1,9 милиона души остават без подслон. Щетите се оценяват на около 1 млрд. американски долара, по стойността им в началото на 21 век.
Земетресението става около обяд, когато много хора използват огън, за да готвят. Това предизвиква многобройни пожари, които стават основната причина за многобройните жертви. Огънят се разпространява бързо, заради силните ветрове от близкия тайфун, намиращ се край бреговете на Северна Япония. Някои пожари се превръщат в огнени бури, една от които унищожава поне 30 000 души, събрани на открито пространство в центъра на Токио. Земетресението силно нарушава водоснабдяването, поради което пожарите продължават почти два дни до късно сутринта на 3 септември.
Много сгради са погребани или отнесени от свличания на земна маса, особено в планинските и хълмисти крайбрежни райони в западната част на префектура Канагава. В село Небукава разрушен планински склон отнася в морето пътнически влак с повече от 100 пътници, селската гара и самото село. Предизвикано от земетресението цунами с височина на вълните до 10 метра нанася допълнителни щети по крайбрежието.